# Anoniem (televisieserie)
Anoniem is een Nederlandse televisieserie uit 2023, geschreven door en geregisseerd door Diederik van Rooijen. De serie werd uitgezonden door BNNVARA op NPO 1.

## Verhaal
Jurre is een saaie geschiedenisleraar, die besluit om Anoniem de strijd aan te gaan tegen Stef Cabo en zijn bende. Ondertussen is zijn vrouw Sarah op haar manier bezig in een juridische strijd tegen Stef Cabo. Ondertussen biedt Ella zich aan als vervangster van Mia, die in het ziekenhuis ligt, als een van de koeriers van Stef.

## Rolverdeling
| Acteur               | Personage       | Opmerkingen                              |
| -------------------- | --------------- | ---------------------------------------- |
| Jeroen Spitzenberger | Jurre Jansen    | Geschiedenisleraar                       |
| Anniek Pheifer       | Sarah Jansen    | Officier van justitie en vrouw van Jurre |
| Mies van Rooijen     | Ella Jansen     | Dochter van Jurre en Sarah               |
| Sil van der Zwan     | Boet Jansen     | Zoon van Jurre en Sarah                  |
| Xiorèse Romero       | Mia Terborg     |                                          |
| Tarikh Janssen       | Moek            |                                          |
| Teun Luijkx          | Tom van Tongen  |                                          |
| Peter Blok           | Paul van Zetten |                                          |
| Jouman Fattal        | Eva Zidan       |                                          |
| Roeland Fernhout     | Stef Cabo       |                                          |
| Marcel Hensema       | Chris Cabo      |                                          |
| Amazone Gonsalves    | Lida            |                                          |

### Bijrollen
| Acteur            | Personage | Opmerkingen             |
| ----------------- | --------- | ----------------------- |
| Aus Greidanus sr. | Anton     | Vader van Sarah         |
| Aus Greidanus jr. | Advocaat  | Advocaat van Chris Cabo |
| Sem Ben Yakar     | Jurre     | Jonge Jurre (afl.8)     |

## Afleveringen
| Aflevering | Titel                      | Uitzenddatum |
| ---------- | -------------------------- | ------------ |
| 1          | Wie ben jij?               | 26 mei 2023  |
| 2          | Schuldgevoel is een bitch  | 2 juni 2023  |
| 3          | Leugens om bestwil         | 9 juni 2023  |
| 4          | Man-catcher                | 16 juni 2023 |
| 5          | Gelijkgezinden             | 23 juni 2023 |
| 6          | Hieper de piep             | 30 juni 2023 |
| 7          | Artikel 1, Lid 2           | 7 juli 2023  |
| 8          | Anoniem ben je niet alleen | 14 juli 2023 |
| 9          | Helden voor een dag        | 21 juli 2023 |
| 10         | Hemingway                  | 28 juli 2023 |

## Tweede seizoen
Op 11 augustus 2023 maakte BNNVARA bekend dat er een tweede seizoen van Anoniem zal worden opgenomen, wederom gemaakt door Diederik van Rooijen. Ook Jeroen Spitzenberger en Anniek Pheiffer zullen de hoofdrollen van Jurre en Sarah Jansen opnieuw vertolken.

## Trivia
- Veel buitenopnames in de serie zijn in en bij Rotterdam gemaakt. Zo figureert de Hofpoort als kantoorgebouw van Justitie waar Sarah Jansen werkt. Ook zijn regelmatig shots van andere iconische Rotterdamse bouwwerken te zien.